# 반곡물법 동맹

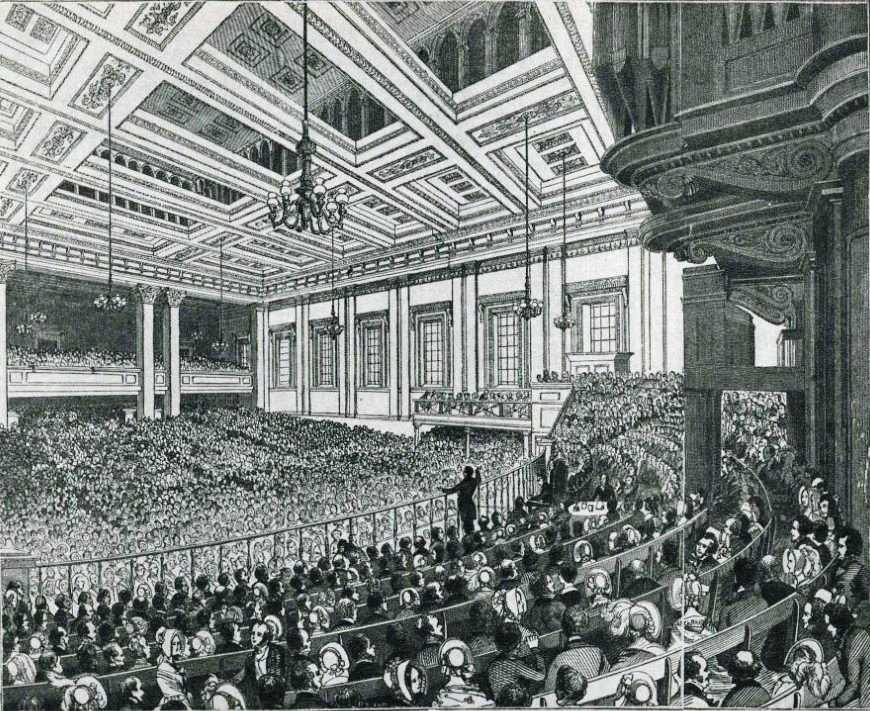
1846년 엑서터 홀에서 열린 반곡물법 동맹 회의

반곡물법 동맹(Anti–Corn Law League)은 영국에서 인기가 없던 곡물법 폐지를 목표로 한 성공적인 정치 운동이었다. 이 법은 수입 밀에 세금을 부과하여 지주들의 이익을 보호하고, 공장주들이 임금을 삭감하려던 시기에 빵 가격을 인상시켰다. 동맹은 의회를 설득하여 곡물법을 폐지하도록 하는 성전이 필요하다는 전제하에 많은 사람들이 참석하는 집회를 개최한 전국적인 중산층 조직이었다. 그들의 장기 목표는 진보를 저해하고 경제적 복지를 저하시키며 자유를 제한한다고 비난받던 봉건적 특권의 제거였다.
동맹은 1846년 로버트 필 경이 폐지 투쟁을 성공적으로 이끌었을 때 최종 단계에서는 거의 역할을 하지 못했다. 그러나 동맹의 경험은 대중적 기반을 가진 정치적 압력 단체 조직을 보여주는 모델이 되어 영국과 다른 민주주의 국가들에서 널리 채택되었다.

## 곡물법
곡물법은 1815년에 도입된 수입 곡물에 대한 세금이었다. 이 법은 실제로 식료품 가격을 인상시켰고, 영국 농촌보다 정치적 영향력이 적었던 도시 집단의 반대 초점이 되었다. 곡물법은 처음에는 외국산 옥수수가 쿼터당 80실링 이하로 수입되는 것을 전면 금지했으며, 이 과정은 1828년 변동 세율제로 대체되었다. 이러한 수입 관세는 식량 공급이 부족할 때조차 다른 나라에서 곡물을 수입하는 것을 비싸게 만들었다. 동맹은 곡물법에 대한 대중과 엘리트의 여론을 바꾸는 데 중요한 역할을 했다. 그것은 유토피아적 비전을 가진 대규모의 전국적인 중산층 도덕 운동이었다. 역사가 아사 브릭스에 따르면, 동맹의 주요 지지자 리처드 코브든은 폐지가 동시에 네 가지 큰 문제를 해결할 것이라고 약속했다.
- 첫째, 제조업자에게 제품 판매 경로를 제공하여 번영을 보장할 것이다.
- 둘째, 식량 가격을 낮추고 더 규칙적인 고용을 보장함으로써 '영국 문제의 상황'을 완화할 것이다.
- 셋째, 도시 및 산업 지역에서 제품 수요를 자극하여 영국 농업을 더 효율적으로 만들 것이다.
- 넷째, 상호 이로운 국제 무역을 통해 국제적 우애와 평화의 새 시대를 열 것이다. 이 네 가지 이로운 해결책의 유일한 장벽은 지주들의 무지한 사리사욕, 즉 '무원칙하고 무감하며 탐욕스럽고 약탈하는 빵 세금 과두정치'였다.[4]

## 동맹
최초의 반곡물법 협회는 1836년 런던에서 설립되었으나, 1838년에야 이러한 모든 지역 협회를 통합한 전국적인 동맹이 창설되었고, 리처드 코브든과 존 브라이트가 그 지도자 중 한 명이었다. 코브든이 주요 전략가였고, 브라이트는 위대한 웅변가였다. 대표적인 활동가로는 토머스 페로네트 톰슨이 있었는데, 그는 팸플릿, 신문 기사, 서신, 연설, 그리고 끝없는 지역 기획 회의를 통해 여론의 풀뿌리 동원에 전문성을 보였다. 동맹은 맨체스터에 기반을 두었으며, 특히 섬유 산업의 수많은 산업가들로부터 지지를 받았다.
동맹은 영국 노예 폐지론자들이 처음 개발한 많은 전술을 빌려왔고, 동시에 도덕 개혁의 역할을 재현하려고 시도했다. 이 전술에는 감정적으로 고조된 회의와 정교하게 논증된 소책자의 사용이 포함되었는데, 1843년에만 800명의 직원이 9백만 부를 배포했다. 동맹은 또한 재정적 강점과 캠페인 자원을 사용하여 40실링 자유 보유지를 통해 동맹 지지자들에게 선거권을 부여함으로써 보수주의자들을 보궐선거에서 패배시켰다. 이 전략은 확실히 토리당을 불안하게 했다. 가장 전국적으로 눈에 띄는 노력 중 하나는 1843년 솔즈베리 선거에서였다. 후보는 패배했고, 유권자들을 자유 무역에 대해 설득할 수 없었다. 1830년대의 정당들은 '자유 무역'에 대한 더 많은 지지를 위해 더 큰 도시들을 목표로 삼았다. 그러나 동맹은 정치 전술을 변화시키는 데 도움이 되는 교훈을 얻었다. 승산이 높은 선거에 집중하는 법을 배웠다.
그럼에도 불구하고 동맹은 선거구에서 경쟁할 수 있는 능력이 제한적이었고, 1846년 최종 단계에서의 역할은 주로 호의적인 여론을 조성하는 것이었다. 1845년에는 휘그당 지도자 존 러셀 경이 동맹을 만족시키는 유일한 방법으로 곡물 관세의 완전한 폐지를 선언했고, 한편 토리당 지도자인 로버트 필 경도 코브든의 논리에 사적으로 동맹의 사고방식에 설득되었다. 결정적인 순간이 오자 필은 총선 없이 의회를 통해 (단계적으로) 폐지를 추진했고, 코브든과 브라이트의 박수를 받았다.
동맹은 그 후 스스로 해체할 준비를 했다. 1852년 토리당의 승리는 보호주의 세력을 감시하기 위해 동맹을 부활시킬 준비를 보였으나, 벤저민 디즈레일리의 1852년 예산 이후에야 코브든은 조지 윌슨에게 "예산이 보호주의와의 논쟁을 마침내 종결시켰습니다... 원하시는 대로 동맹을 해산할 수 있습니다"라고 쓸 수 있었다. 이후 많은 회원들은 완전 자유 무역 경제를 확립하는 목표를 가지고 자유당에서 정치 활동을 계속했다.
W. H. 챌러너는 1846년의 폐지가 20세기까지 자유 무역을 국가 정책으로 만든 주요 전환점이었으며, 보호주의 농업 이익에 대한 "맨체스터 학파" 산업 이익의 힘을 보여주었다고 주장한다. 그는 폐지가 1850년대와 1860년대에 밀 가격을 안정시켰지만, 다른 기술 발전이 1870년부터 1894년까지 밀 가격의 하락을 야기했다고 말한다.

## 다른 로비 단체의 모델

1838-1846년경, 반곡물법 동맹의 슬로건인 "우리의 빵은 무세금, 우리의 상업은 자유"가 새겨진 어린이 접시. 대영박물관

동맹은 중앙 사무실, 일관된 목표, 풍부한 자금, 매우 강력한 지역 및 전국 조직, 그리고 한결같이 헌신적인 지도자들을 가진 최초의 강력한 전국 로비 그룹이 정치에 등장했음을 보여주었다. 동맹은 의회에 의원들을 당선시켰다. 많은 절차들이 혁신적이었고, 다른 것들은 노예 폐지 운동에서 빌려왔다. 이것은 후속 개혁 운동의 모델이 되었다.
동맹의 모델은 랭커셔에서 자유롭고, 지역적으로 자금을 조달하고 통제되는 세속 교육을 위한 캠페인을 벌이는 랭커셔 공립학교 협회의 설립으로 이어졌다. 이 협회는 나중에 전국 공립학교 협회가 되었다. 이 협회는 전국 세속 교육이 급진적인 단체들 사이에서도 분열적인 문제였기 때문에 큰 성공을 거두지 못했다. 그러나 이 협회는 자유당이 자유방임주의 철학에서 보다 개입주의적인 성격으로 전환하는 데 도움을 주었다.
역사가 A. C. 하우는 다음과 같이 주장한다.
역사가들은 필이 곡물법 폐지를 결정한 데 대한 동맹의 영향에 대해 여전히 의견이 분분하지만, 의심할 여지 없이, 동맹은 열정, 지지, 그리고 전례 없는 재정 지원을 이끌어내는 능력에서 19세기 단일 쟁점 압력 단체 중 가장 성공적인 것처럼 보였다. 잠재력이 실현되지는 않았지만, 의회 밖의 중산층 조직이 단호한 기업가 정치인들의 반귀족적 목표를 반영하도록 정치를 재편할 수 있는 능력을 보여주었다.

이는 다양한 압력 단체, 예를 들어 영국 연맹, 전국 교육 연맹, 해군 연맹, 아일랜드 소작인 연맹, 피에몬테의 국민 협회, 그리고 특히 자유 무역과 관련된 에드워드 시대의 관세 개혁 연맹과 자유 무역 연합, 그리고 1950년대 S. W. 알렉산더의 반고물가 식량 동맹의 모델로 남아 있었다. 또한 프랑스, 독일, 저지대 국가, 스페인, 미국에서도 모방자를 낳았다. 동맹은 의회 정치의 지형을 일시적으로 재편했을 뿐이지만, 영국 정치 문화 내에서 20세기까지 이어질 자유 무역에 대한 활기찬 대중적 애착을 형성하는 데 도움을 주었다.

## 비판
- 토머스 칼라일은 곡물법에 반대했음에도 불구하고 동맹에 지지를 표명하라는 초대를 거절했다. 그는 1840년 1월 토머스 발란타인에게 다음과 같이 썼다. "곡물법의 폐지는 하층 계급의 대의라기보다는 중산층과 제조업 자본가들의 대의인 것 같습니다. 하층 계급의 비참한 사회적 상황은 몇 년간 완화될 수는 있겠지만, 제가 생각하기에는 그것만으로는 결코 치유될 수 없으며, 다른 조치가 없다면 치유를 향한 길로 더 확실히 나아갈 수도 없을 것입니다."[23]
- R. S. 서티스는 1845년 소설 『힐링던 홀』에서 동맹을 풍자했다. 그의 런던 토박이 주인공은 "그 방식의 '사기'... 공리적 사리사욕의 강한 징후"를 언급하며, 악당 배우는 동맹의 유급 강사로 훈련받는 모습으로 그려진다. "같은 옛 이야기를 계속해서 반복하기만 하면 됩니다... 무엇이든 잘못되면 곡물세 탓으로 돌리세요. 만약 남자가 크리스마스 청구서를 낼 수 없다면, 그것을 빵세금 탓으로 돌리세요."[24]

## 같이 보기
- 맨체스터 자유주의
- 캐나다 곡물법
- 육류 폭동

## 내용주
1. ↑  E Halévy, The Liberal Awakening (London 1961) p. 4
2. ↑  E Halévy, The Liberal Awakening (London 1961) p. 5
3. ↑  E Halévy, The Liberal Awakening (London 1961) p. 249
4. ↑  Asa Briggs, The Making of Modern England 1783–1867: The Age of Improvement (1959) p. 314
5. ↑  E Halévy, The Triumph of Reform (London 1961) pp. 330–334
6. ↑  Michael J. Turner, "The 'Bonaparte of free trade' and the Anti–Corn Law League." Historical Journal 41.4 (1998): 1011–1034.
7. ↑  Spall, 1988.
8. ↑  Simon Morgan, "The Anti-Corn Law League and British anti-slavery in transatlantic perspective, 1838–1846." Historical Journal 52.1 (2009): 87–107.
9. ↑  G M Trevelyan, British History in the 19th Century (London 1922) p. 270
10. ↑  Eric J. Evans, The Forging of the Modern State: Early Industrial Britain 1783–1870 (2nd ed. 1996, pp. 280–281)
11. ↑  E Halévy, Victorian Years (London 1961) pp. 110–111
12. ↑  Ronald K. Huch, "The Anti-Corn Law League and the Salisbury Election of November 1843." Canadian Journal of History 6.3 (1971): 247–256.
13. ↑  E Halévy, Victorian Years (London 1961) p. 115
14. ↑  G M Trevelyan, British History in the 19th Century (London 1922) p. 268
15. ↑  Norman Gash, Sir Robert Peel: The Life of Sir Robert Peel after 1830 (1972) pp. 575–576.
16. ↑  E Halévy, Victorian Years (London 1961) pp. 123–125
17. ↑  «아무도 이 회의에서 할 말이 없으므로, 이제 반곡물법 동맹이 조건부로 해산되었음을 선언할 차례입니다» [조지 윌슨, 1846년 7월 2일 목요일 맨체스터 시청에서 열린 반곡물법 동맹 이사회 회의에서]
18. ↑  E Halévy, Victorian Years (London 1961) pp. 325–328
19. ↑  W. H. Chaloner, "The Anti-Corn Law League," History Today (1968) 18#3 pp. 196–204
20. ↑  Briggs, The Making of Modern England, p. 116
21. ↑  Donald K. Jones, "The Educational Legacy of the Anti-Corn Law League." History of Education 3.1 (1974): 18–35.
22. ↑  A. C. Howe, ‘Anti-Corn Law League (act. 1839–1846)’, Oxford Dictionary of National Biography, Oxford University Press. accessed 8 Nov 2017
23. ↑  Carlyle, Thomas (1840년 1월 24일). “TC to Thomas Ballantyne”. 《The Carlyle Letters Online》.
24. ↑  R S Surtees, Hillingdon Hall (Stroud 2006) pp. 39, 44–47

## 추가 자료

### 학술 연구
- Ausubel, Herman. John Bright: Victorian Reformer (1966), a standard scholarly biography; online
- Briggs, Asa. The Making of Modern England 1783–1867: The Age of Improvement (1959) pp. 312–325, short interpretive history; online
- Briggs, Asa. "Cobden and Bright" History Today (Aug 1957) 7#8 pp. 496–503.
- Chaloner, W. H. "The Anti-Corn Law League," History Today (1968) 18#3 pp. 196–204
- Edsall, Nicholas C. Richard Cobden, independent radical (Harvard University Press, 1986)
- Evans, Eric J. "The politics of pressure: II The Anti-Corn-Law League." in The Forging of the Modern State (Routledge, 2014). 371–380.
- Gilbert, R. A. "John Bright's contribution to the Anti-Corn Law League." Western Speech (1970) 34#1 pp. 16–20.
- Halévy, Elie. Victorian years, 1841–1895 (Vol. 4) (Barnes & Noble, 1961) pp. 3–150; narrative history
- Hinde, Wendy. Richard Cobden: A Victorian Outsider (Yale University Press, 1987.)
- 하우, 앤서니. Free Trade and Liberal England. 1846–1946 (Oxford: Clarendon Press, 1997).
- Jordan, Henry Donaldson (1927). "The Political Methods of the Anti-Corn Law League". Political Science Quarterly. 42 (1): 58–76.
- Lawson-Tancred, Mary. "The Anti-League and the Corn Law Crisis of 1846". Historical Journal (1960) 3#2 pp. 162–183.
- McCord, Norman: The Anti-Corn Law League 1838–1846. (Allen & Unwin, 1958)
- Miller, Henry. "The Anti-Corn Law Campaign." in Campaigning for Change (2017): 55–66 online.
- Mosse, George L. "The Anti-League: 1844–1846." Economic History Review (1947) 17#2 pp. 134–142. in JSTOR; the organized opposition to the League
- Pickering, Paul A and Alex Tyrrell. The people's bread, a history of the Anti-Corn Law League. (Leicester University Press, 2000, ISBN 0-7185-0218-3)
- Prentice, Archibald. History of the Anti-Corn Law League (Routledge, 2013)
- Smith, George Barnett. The Life and Speeches of the Right Honourable John Bright, MP (1881) online
- Spall, Richard Francis Spall Jr. "Free Trade, Foreign Relations, and the Anti-Corn-Law League," International History Review 10#3 (1988), pp. 405–432 online
- Steelman, Aaron (2008). 〈Anti-Corn Law League〉.   Hamowy, Ronald. 《The Encyclopedia of Libertarianism》. Thousand Oaks, CA: 세이지 출판사; 케이토 연구소. 14–15쪽. doi:10.4135/9781412965811.n9. ISBN 978-1412965804. LCCN 2008009151. OCLC 750831024.
- Trentmann, Frank. Free Trade Nation. Commerce, Consumption, and Civil Society in Modern Britain (Oxford University Press, 2008).

### 역사학
- Loades, David Michael, ed. Reader's guide to British history (Fitzroy Dearborn Publishers, 2003) vol 1. pp. 56–57, 185–186, 283–284

### 현대 출판물
- Ashworth, Henry: Recollections of Richard Cobden and the Anti-Corn Law League, 2 editions, London 1876 and 1881
- Bright, John: Speeches of John Bright, M.P., on the American Question. With an introduction by 프랭크 무어. [With a portrait.]. Boston: Little, Brown & Co., 1865.
- Leech, H. J. (ed.): The public letters of the Right Hon. John Bright. London: Low, Marston & Co., 1895. Reprint New York: Kraus Reprint, 1969.
- 프렌티스, 아치볼드: History of the Anti-Corn Law League. London: Cash. 1853, 2 vol.; 2. ed. with a new introduction. by W. H. Chaloner. (London: Cass. 1968. and New York: Kelley. ISBN 0-7146-1352-5)
- 로저스, 토롤드 (ed.): Speeches on Questions of Public Policy, by John Bright, M.P.. 1868.
- 로저스, 토롤드 (ed.): Public Addresses. 1879.
- Archibald Philipp Primrose (Earl of Rosebery): Lord Rosebery's Speech on the Anti-Corn Law League and Free Trade, Manchester 1897. London: Cobden Club, 1898.
- 스미스, 조지 바넷: The Life and Speeches of the Right Hon. John Bright, M.P., 2 vols., 1881.
- 빈스, 찰스: John Bright (1898); Speeches on Parliamentary Reform by John Bright, M.P., revised by Himself (1866).